# ID Finance
ID Finance — международная финтех-компания, основанная в 2012 году российскими предпринимателями Борисом Батиным и Александром Дунаевым. Компания работает в основном на развивающихся рынках, для которых характерна низкая конкуренция в сфере финансовых услуг, увеличение уровня потребления, рост проникновения телекоммуникационных услуг.

## Технологии
ID Finance разработала собственные технологии управления рисками и кредитного скоринга на основе анализа больших данных и машинного обучения. Система анализирует тысячи источников данных для принятия решения о выдаче кредита в реальном времени.

## Деятельность
Головной офис компании находится в Барселоне. В компании работает более 400 человек. Компании принадлежат бренды MoneyMan (сервис краткосрочного онлайн кредитования),  AmmoPay (сервис автоматизированного POS-кредитования) и Solva (сервис онлайн-выдачи среднесрочных кредитов до года). ID Finance работает на рынках России, Испании, Казахстана, Грузии, Польши, Бразилии и Мексики. ID Finance также планирует выходить на рынки Колумбии, Перу и США.
ID Finance достигла точки безоубыточности в 2015 году, в 2016 году её выручка увеличилась до $68 миллионов.

## Финансирование
Среди инвесторов ID Finance – венчурный фонд Emery Capital и российский предприниматель Вадим Дымов.
В феврале 2017 года ID Finance получила кредит на $50 миллионов от консорциума инвесторов, включая $15 миллионов от «Транскапиталбанка».
В декабре 2017 года компания начала программу выпуска биржевых облигаций на общую сумму $170 миллионов и успешно привлекла $8,5 миллионов.